# 天香小筑
天香小筑，位于江苏省苏州市姑苏区人民路80号，苏州市图书馆内，原为在上海任钱庄经理的席启荪1935年所建的花园别墅，今为图书馆贵宾接待室和古文献阅览室。

## 历史
该建筑群呈西宅东园式布局，住宅部分以南侧的鸳鸯厅和其他三面呈“品”字形布局的3幢2层楼房围合成略呈方形的庭院，建筑均采用硬山顶并以绿色琉璃瓦覆盖。园林部分呈横长方形，堆土叠石成山、以长池环绕，山上设六角亭，池周以曲廊、花径、湖石、树木点缀，因山中散布状如各种动物的太湖石，亦被称为“百兽园”。建筑在外观、装饰等方面除吸收了北方建筑风格外，亦融合了西方建筑的一些特征。在图书馆建设期间该建筑亦得以维修，目前基本未失原貌。

## 图片
- 南面鸳鸯厅入口
- 院内
- 走廊
- 东部花园“百兽园”